# Famille Safa
Pour les articles homonymes, voir Safa.
La famille Safa est une famille de chrétiens maronites de Deir-el-Qamar, proche du pouvoir libanais, aujourd'hui représentée par les descendants d'Iskandar Safa depuis son décès en 2024 ainsi que par son frère Akram Safa.
Elle est considérée, en 2017, comme la deuxième famille libanaise la plus riche après la famille Hariri.
La famille détient également un important portefeuille immobilier et hôtelier dans le Sud de la France.

## Historique
Originaires de Deir-el-Qamar, au Liban, le père d'Iskandar et Akram, Adib Safa a été directeur de cabinet de l'homme d'État libanais Béchara el-Khoury.
La fortune familiale, alors détenue par Iskandar et Akram Safa, est estimée en 2020 à un milliard d'euros, la plaçant dans les 100 Français les plus riches depuis 2016,. Via sa holding Privinvest, géant international de l'armement et de la construction navale, la famille contrôle l'hebdomadaire Valeurs actuelles.
Iskandar Safa meurt le 29 janvier 2024 à Mougins (Alpes-Maritimes) des suites d'un cancer,,. Son fils ainsi que son frère Akram Safa reprennent les activités industrielles familiales.

## Liens de filiation
- Adib Safa
  - Iskandar Safa (1955-2024)
    - Akram Safa
    - Alejandro Safa

  - Akram Safa (1958)
    - Alexandre "Sandy" Safa
    - Serena Safa
    - Anthony Safa

## Résidence
La famille possède le domaine de Barbossi à Mandelieu-la-Napoule, acquis par Iskandar Safa en 2011. Il s'agit du plus grand domaine privé de la Côte d'Azur, qui occupe 40 % du territoire de la commune.
La famille y possède des œuvres d'art exceptionnelles dont Picasso, Modigliani, Marino di Teana, César... La famille y a également contribué au financement de la construction de l'église Notre-Dame-du-Liban dans la ville.